# 니컬러스 후퍼
니컬러스 후퍼(Nicholas Hooper)는 영국의 텔레비전, 영화 음악 작곡가이다. 데이비드 예이츠는 오랜 친구이며, 그가 감독한 작품 해리 포터와 불사조 기사단 등에 참여하고 있다.